# Aqueduto das Águas Livres

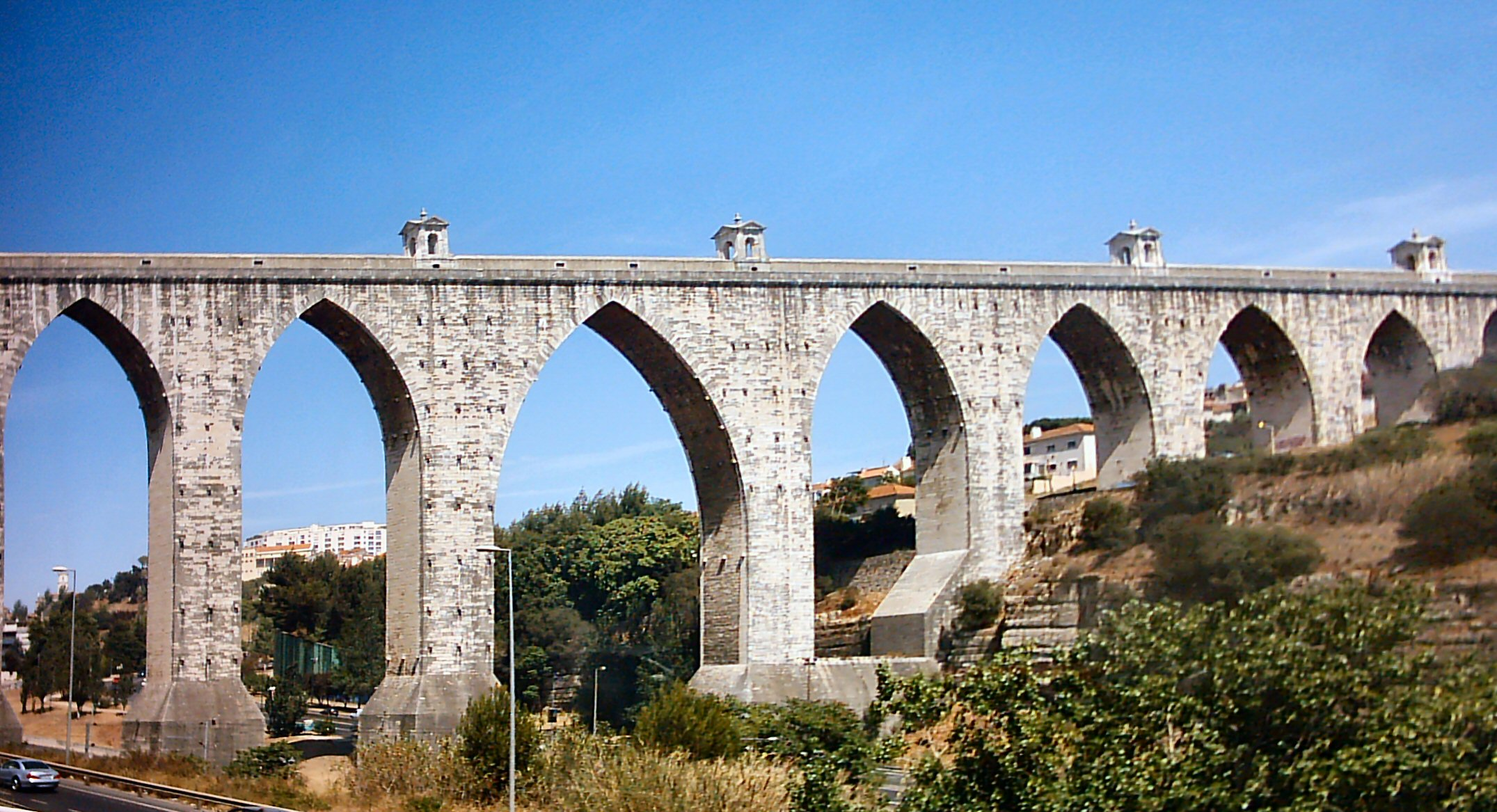
Aqueduto das Águas Livres over de Alcantara-vallei

Het Aqueduto das Águas Livres is een 18e-eeuws  aquaduct in de stad Lissabon, Portugal. De hoofdroute van het aquaduct beslaat 18 kilometer, maar de totale lengte van het netwerk van alle kanalen strekt zich uit over bijna 58 kilometer. 
Lissabon heeft altijd last gehad van een gebrek aan drinkwater, waarop koning Johan V van Portugal besloot een aquaduct te bouwen met water uit de bronnen van de  parochie van Caneças. Het project werd gefinancierd met een speciale omzetbelasting op rundvlees, olijfolie, wijn en andere producten.

## Geschiedenis
In 1731 begon men met de bouw van het aquaduct onder leiding van de  Italiaanse architect Antonio Canevari. Een jaar later werd hij vervangen door een groep Portugese architecten en  ingenieurs, waaronder Manuel da Maia, Azevedo Fortes en José da Silva Pais. Tussen 1733 en 1736 werd het project geleid door Manuel da Maia, die op zijn beurt werd vervangen door Custódio Vieira, die tot 1747 de leiding over het project zou hebben. 
Custódio Vieira is het brein achter het middelpunt van het aquaduct, de  bogen over de Alcantara-vallei, welke werden voltooid in 1744. In totaal steken 35 bogen, over een afstand van 941 meter, de vallei over. Op het hoogste punt bereiken de bogen een hoogte van 65 meter. De meeste zijn spits, wat doet denken aan bogen in de  gotische stijl. Het wordt beschouwd als een meesterwerk van techniek in de  Barokperiode. 
In 1748, hoewel het project nog niet voltooid was, begon het aquaduct water naar de stad Lissabon te vervoeren. Vanaf deze periode werd de bouw begeleid door andere architecten, waaronder Carlos Mardel uit Hongarije. Tijdens de regeerperiode van  Jozef I en  Maria I werd het netwerk van kanalen sterk uitgebreid.
Een aantal jaren na de voltooiing van het aquaduct werd Lissabon getroffen door een  aardbeving. Het gloednieuwe aquaduct bleef volledig intact.
Hedendaags is het mogelijk om het aquaduct te bezoeken en over te steken, beginnend bij het Museu da Água.